# Marco Di Meco
Marco Di Meco (Chieti, 1982. február 5. –) olasz fuvolaművész és zeneszerző.
1996 óta szerepel az európai zenei életben.
Olaszországban Wide Sound márkanév alatt vett fel lemezeket. Zenei tevékenysége mellett versesköteteket is jegyez. 2016. április 30-án jelent meg az új stúdióalbuma, az I.R.D. által forgalmazott Lucilla. Számos művét közvetítették olasz rádió- és tévéadók.

## Diszkográfia (részleges)
- 5 Colori
- Rosalinda
- Lucilla
- Against Capitalism Première Symphonie

## Verseskötetek (részleges)
- Luci di Luna
- Il Passo delle Sensazioni
- Teatro Evanescenza
- Le Isterie di Jennifer
- Artemisia, la Rana Pittrice e la Farfalla
- Negativi ed Altri Versi